# Guerra d'Eritrea
La guerra d'Eritrea fu la serie di azioni militari che portarono alla conquista da parte del Regno d'Italia del territorio corrispondente all'attuale Eritrea, nonché alla difesa dello stesso dagli attacchi dell'Impero d'Etiopia e del Sudan mahdista; questa guerra viene considerata la prima guerra coloniale italiana.

## L'occupazione di Assab e Massaua
Dopo aver visto frustrate le sue ambizioni coloniali sulla Tunisia ad opera della Francia nel 1881, il governo italiano decise di indirizzare le sue mire espansionistiche verso un territorio africano fino ad allora poco considerato dalle potenze coloniali, il Corno d'Africa, dove già da tempo si stavano indirizzando gli interessi di alcuni imprenditori italiani. Nel 1882 lo Stato italiano acquistò dalla compagnia Rubattino la baia di Assab, iniziando così la penetrazione nell'area. I primi militari italiani furono quattro carabinieri sbarcati ad Assab il 16 maggio 1883. Nel febbraio del 1885, prendendo a pretesto il massacro avvenuto in Dancalia di una spedizione commerciale guidata dall'esploratore Gustavo Bianchi, un piccolo corpo di spedizione italiano (800 uomini di un battaglione di bersaglieri) al comando del colonnello Tancredi Saletta occupò il porto di Massaua, allontanandone senza alcuno scontro la locale guarnigione egiziana che all'epoca controllava il porto della città; l'azione era stata possibile anche grazie al beneplacito del primo ministro britannico William Ewart Gladstone. Nei mesi successivi l'Italia occupò tutta la fascia costiera tra Massaua e Assab, conquistò Saati e annesse Massaua al Regno.

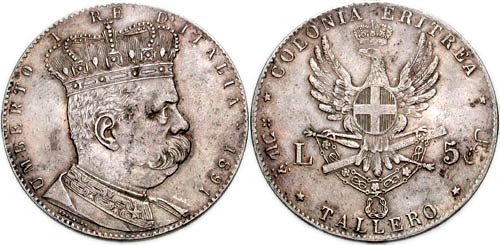
Tallero d'Eritrea, coniato nel 1891 dal Governo italiano.

Nelle intenzioni del ministro degli esteri italiano Pasquale Stanislao Mancini, la conquista di Massaua doveva essere la prima fase di una penetrazione italiana nel Sudan, allora un co-dominio anglo-egiziano ma preda fin dal 1881 di una violenta rivolta delle popolazioni musulmane guidate dal capo religioso Muhammad Ahmad, autoproclamatosi Mahdi; i piani del Mancini furono però rigettati dagli inglesi che, di fronte all'incalzare della rivolta, avevano deciso di abbandonare il paese. Il fallimento della sua politica e le critiche provenienti dal Parlamento spinsero Mancini alle dimissioni; il suo posto venne preso dal conte di Robilant che, seppur disapprovando la politica coloniale intrapresa dall'Italia, decise di continuare le operazioni in Eritrea.
I primi mesi della spedizione erano stati scanditi dal sostanziale disinteresse del governo di Agostino Depretis – eccezion fatta per Mancini – per le questioni coloniali e dal tentativo della Consulta di lasciarsi aperte tutte le strade cadendo nell’errore, per certi versi grossolano, di credere che gli inglesi avessero la reale volontà di stringere una partnership con Roma quando al massimo si sarebbe trattato, come poi fu, di un semplice "non nocet" all’occupazione di Massaua. 
Con Di Robilant agli Esteri invece la linea da seguire fu, almeno in teoria quella del "raccoglimento", tuttavia l'occupazione di Saati voluta da Saletta e perfezionata da Genè non avrebbe tardato a rappresentare un motivo di frizione tra gli italiani e Ras Alula.

## Saati, Dogali e l'occupazione dell'altipiano
Fallita la prospettiva di spingersi in Sudan, il governo italiano puntò ad ampliare i suoi possedimenti puntando all'occupazione dell'altopiano occidentale eritreo, allora formalmente parte dell'Impero d'Etiopia. L'impero etiope era ancora basato su una struttura feudale: i vari sovrani locali (i ras) erano sottomessi solo formalmente all'imperatore (Negus Neghesti, cioè Re dei Re), dovendo a lui solo un tributo annuo e l'appoggio dei propri seguaci in caso di guerra, mentre per il resto erano praticamente autonomi. Nello specifico, l'Eritrea (nota come Medri Bahri, cioè "terra del mare", o Mareb Melesh) era di spettanza del Ras Alula. Il negus Giovanni IV d'Etiopia non aveva reagito all'occupazione di Massaua, ma in seguito avanzò forti proteste quando gli italiani occuparono i villaggi di Saati e Uaà (il trattato di Hewett tra Gran Bretagna, Egitto ed Etiopia stabiliva il ritorno di questi territori all'Etiopia).
Inizialmente Robilant avviò contatti diplomatici con il negus, ma in seguito, fallite queste trattative, decise di intraprendere una soluzione militare alla questione, definendo sprezzantemente le truppe del negus "quattro predoni". Il 25 gennaio 1887, un'armata etiope forte di 10 000 uomini al comando del ras Alula Engida, fedelissimo del negus, attaccò il piccolo presidio italiano di Saati, venendo però respinta dopo quattro ore di duri combattimenti; a corto di munizioni, il comandante del presidio, maggiore Boretti, richiese al generale Carlo Genè l'invio di rinforzi e rifornimenti. La mattina del 26 gennaio 1887 una colonna di truppe italiane al comando del tenente colonnello Tommaso De Cristoforis mosse da Moncullo per portare i rifornimenti a Saati, ma cadde in un'imboscata degli uomini di Alula Engida nei pressi di Dogali, venendo completamente distrutta con la perdita di 430 uomini; il presidio di Saati venne ritirato poco dopo e il villaggio abbandonato nelle mani degli etiopi. La sconfitta della colonna italiana provocò una serie di proteste di piazza contro la politica coloniale del governo, obbligando Robilant alle dimissioni e il presidente del consiglio Agostino Depretis a un rimpasto di governo.
Il successore di Depretis, Francesco Crispi, seppur anch'egli critico verso questa campagna coloniale, decise di continuare le operazioni, inviando in Eritrea un corpo di spedizione forte di 20 000 uomini al comando del generale Alessandro Asinari di San Marzano; il corpo di spedizione giunse in Eritrea a partire dall'ottobre del 1887, ma rimase per diversi mesi nei suoi acquartieramenti di Massaua, in attesa dell'esito di una missione diplomatica britannica inviata presso il negus per riportare la pace tra Italia ed Etiopia. Fallite le trattative, il 1º febbraio 1888 San Marzano mosse le sue truppe e rioccupò Saati, fortificandolo pesantemente. Nel marzo dello stesso anno, il negus mosse con un grosso esercito verso Saati, attestandosi a poca distanza dalle posizioni italiane; i due eserciti si fronteggiarono dalle rispettive posizioni, fino a che, nell'aprile seguente l'esercito del negus, falcidiato dalle malattie, non decise di ritirarsi, senza essere inseguito dagli italiani. Di lì a poco, anche lo stesso San Marzano venne richiamato in patria insieme a gran parte del corpo di spedizione, lasciando il comando della colonia al generale Antonio Baldissera.
Baldissera iniziò subito a ristrutturare l'organizzazione militare italiana nella colonia: in particolare, le truppe indigene reclutate localmente (gli àscari) vennero ampliate e riunite in una struttura a parte, il Corpo Speciale d'Africa, che poteva mettere in campo quattro battaglioni autonomi di àscari comandati da ufficiali italiani. L'8 agosto 1888 gli italiani incapparono in una nuova sconfitta a Saganeiti, quando una piccola colonna di ascari cadde in un'imboscata di ribelli eritrei, perdendo diversi uomini e tutti gli ufficiali italiani; la sconfitta attirò pesanti critiche su Baldissera, che tuttavia venne riconfermato dal Governo nel suo ruolo.
Con le nuove truppe, Baldissera ricevette il compito di risalire l'altopiano eritreo e di occupare le città di Cheren e Asmara. L'avanzata di Baldissera fu lenta, preferendo il generale agire per vie diplomatiche con i ras locali, tutti piuttosto ostili al governo centrale etiopico. Dopo aver marciato su Cheren, gli italiani ne affidarono il governo al capo Kafil (febbraio 1889). Asmara fu occupata da una banda del capo Debeb guidata da un ufficiale italiano.
Il 9 marzo 1889, il negus Giovanni veniva ucciso nella battaglia di Gallabat contro i mahdisti sudanesi, lasciando gli etiopi in un momento di debolezza. Si aprì un conflitto dinastico tre il negus Menelik II e il Ras Mangascià, i quali reclamarono entrambi il trono. In questo contesto, l'Italia si schierò con Menelik e il Ras Alula con Mangascià. Il conte Pietro Antonelli spingeva da tempo per giungere ad un accordo generale con Menelik, con il quale intratteneva relazioni sin dal 1883; in particolare, Antonelli prospettò a Crispi la possibilità di giungere ad un trattato che ponesse l'intera Etiopia sotto protettorato italiano. Il 2 maggio 1889 venne quindi firmato il controverso trattato di Uccialli, con il quale, secondo l'interpretazione italiana, l'Etiopia non solo riconosceva il controllo italiano sull'Eritrea, ma diventava di fatto un protettorato italiano.
Nel conflitto tra Menelik e Mangascià, Kafil si schierò con quest'ultimo e con Alula, tradendo l'Italia. Nello stesso tempo, Debeb era preso prigioniero da Mangasciá ed Alula. Gli italiani dovettero perciò occupare nuovamente Cheren (il 2 giugno 1889) e Asmara (il 3 agosto 1889), stabilendovi stavolta un dominio diretto. Nel novembre, Mangascià riconosceva Menelik imperatore, chiudendo il conflitto dinastico. Alula dovette perciò rinunciare alla sovranità sui territori ora italiani.
Baldissera propose di continuare nella politica di dividere i ras dal governo centrale per guadagnare altre posizioni, ma vide sconfessata la sua strategia dal governo. Egli chiese ed ottenne di essere richiamato in patria, sostituito dal generale Oreste Baratieri. Nel 1890 i possedimento italiani furono unificati nella Colonia eritrea.

## L'invasione mahdista

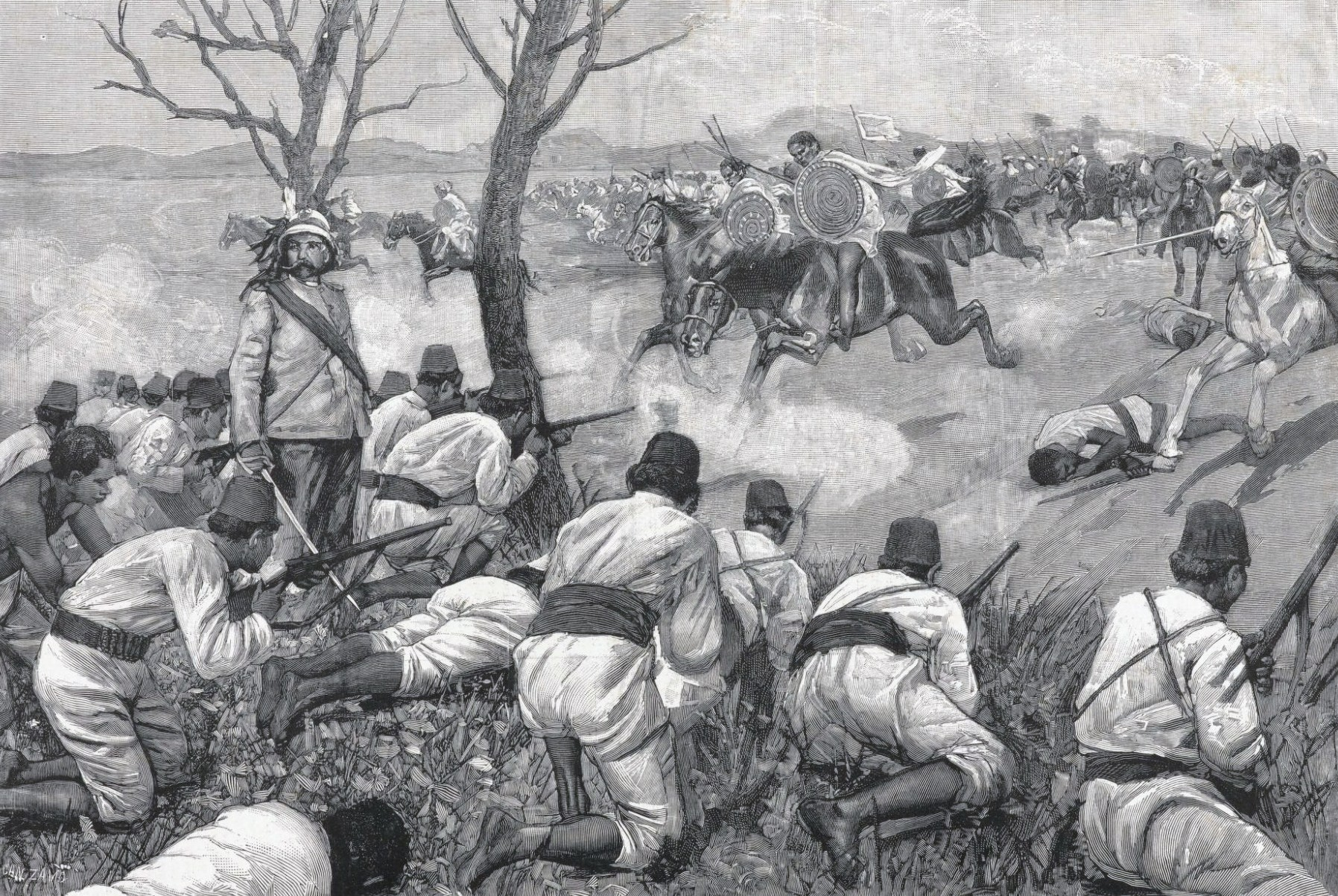
Ascari italiani affrontano dei cavalieri mahdisti presso Tucruf, in Sudan

Cacciati i reparti britannici ed egiziani, i ribelli mahdisti del Sudan iniziarono a cercare di aprirsi una via verso il Mar Rosso, penetrando nei confini della colonia italiana. Dopo alcune schermaglie di confine ad Agordat il 27 giugno 1890 e a Serobeti il 16 giugno 1892, un'armata mahdista forte di 10 000 uomini e comandata da Ahmed Wad Alì, emiro di Gheraref, invase la colonia nel dicembre del 1893. Il 21 dicembre, l'armata venne affrontata dalle truppe del generale Giuseppe Arimondi, composte da 2 200 uomini (in gran parte ascari), che inflissero ai mahdisti una dura disfatta nella piana di Agordat..
La sconfitta dei mahdisti ad Agordat spinse Baratieri ad ordinare un'incursione oltre il confine con il Sudan. Il 16 luglio 1894, Baratieri condusse personalmente una colonna di 2 600 tra ascari ed italiani verso la città sudanese di Cassala, conquistandola dopo un breve combattimento; a Cassala venne lasciato un presidio al comando del maggiore Domenico Turitto, mentre Baratieri con il grosso delle truppe rientrò in Eritrea. Nelle intenzioni degli italiani, Cassala doveva fare da trampolino di lancio per una campagna contro lo stato mahdista da tenersi in collaborazione con i britannici, ma questi ultimi rifiutarono l'aiuto italiano, temendo che esso celasse mire espansionistiche in Sudan.
I mahdisti tentarono di riconquistare la città nel febbraio del 1896, approfittando del fatto che il grosso delle truppe italiane si trovava impegnato nella guerra d'Abissinia, muovendo sulla città un'armata forte di 4 000 fanti e 1 000 cavalieri al comando dell'emiro Ahmed Fadl. Il 22 febbraio l'avanguardia dell'armata madhista assalì gli avamposti italiani di Gulusit e Futa, due chilometri a nord di Cassala, obbligandoli a ripiegare in città. L'8 marzo, i madhisti attaccano il villaggio di Sebderat, a cavallo della strada che collega Cassala ad Agordat: gli irregolari eritrei posti a presidio del villaggio furono respinti, ma un contrattacco lanciato da un manipolo di ascari giunti da Cassala costrinse i madhisti a ritirarsi; i sudanesi tentarono nuovamente di prendere Sebderat il 18 marzo seguente, ma la guarnigione di ascari lasciata a presidio del villaggio respinse l'attacco.
I madhisti passarono quindi ad assediare la stessa Cassala, aprendo il fuoco sulla città con alcuni vecchi cannoni catturati agli egiziani. Il 31 marzo giunse a Cassala una colonna di rinforzi partita da Agordat al comando del colonnello Stevani, composta dai II, III, VI, VII ed VIII Battaglione indigeni. Nella notte del 2 aprile la colonna tentò un attacco contro il monte Mokram, da cui sparavano i cannoni sudanesi; dopo un'azione piuttosto confusa, alle prime luci dell'alba del 3 aprile i madhisti abbandonarono il monte e ripiegarono sul loro accampamento fortificato presso il villaggio di Tucruf, a nord di Cassala. Quello stesso giorno il grosso della guarnigione italiana lasciò la città e mosse sul campo dei madhisti. inizialmente il campo venne ritenuto abbandonato, ma una volta avvicinatisi gli ascari italiani subirono un intenso fuoco di fucileria proveniente da alcune trincee ben mimetizzate. I reparti italiani caricarono le posizioni madhiste, ma le numerose perdite convinsero il colonnello Stevani a sospendere l'azione e a riportare le truppe a Cassala, respingendo strada facendo alcune incursioni della cavalleria sudanese. Temendo un nuovo attacco, la notte del 7 marzo i dervisci sgombrarono Tucruf e levarono l'assedio alla città.
La guarnigione italiana di Cassala venne ritirata nel dicembre del 1897, quando la città venne restituita agli anglo-egiziani; la rivolta madhista sarà infine schiacciata dagli anglo-egiziani con la vittoria nella battaglia di Omdurman il 2 settembre 1898.

## Il conflitto con Mangascià del Tigrè

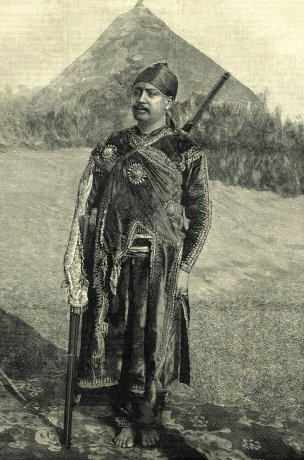
Ras Mangascià.

Visti i contrasti con Menelik sull'interpretazione da dare ad alcune delle clausole del trattato di Uccialli, il governo italiano decise di riprendere i contatti con il suo principale avversario, il Ras Mangascià, nel dicembre del 1891; tuttavia il conte Antonelli, ora sottosegretario agli esteri, sconfessò questa linea di azione, preferendo portare avanti la politica dell'accordo diretto e globale con il negus. Deluso da questo nuovo voltafaccia degli italiani, Mangascià iniziò a fornire appoggio alle tribù eritree che si stavano ribellando al dominio italiano. Nel dicembre del 1894, le tribù della regione dell'Acchelè-Guzai si ribellarono agli italiani sotto la guida del capo Batha Agos. I ribelli posero l'assedio al presidio italiano di Balai, ma vennero sconfitti da una colonna di soccorso guidata dal maggiore Pietro Toselli il 18 dicembre; nel breve combattimento Bathà Agos rimase ucciso, e la rivolta venne presto domata.
Soffocata la rivolta eritrea, Baratieri ricevette l'ordine di invadere la regione di Tigrè, feudo di Mangascià, prendendo a pretesto l'appoggio da questi dato ai ribelli; nelle intenzioni del governo italiano, la conquista del Tigrè avrebbe permesso di trattare da una posizione di forza con Menelik, oltre che ampliare i confini della colonia. Intanto il ras Mangascià si disponeva, assieme a ras Agos dello Scirè, ad avanzare sull'Acchelè-Guzai e sulla colonia italiana. Il 12 gennaio 1895 le truppe italiane sconfissero i 12 000 guerrieri di Mangascià nella battaglia di Coatit, per poi inseguirli e disperderli nei pressi di Senafè il 14 gennaio seguente.

### Occupazione del Tigré
Mangascià tentò un contrattacco avanzando con poche truppe verso Adigrat, ma venne anticipato da Baratieri che occupò la località tra il 25 e il 26 marzo, estendendo poi l'occupazione italiana alle città di Macallè e Aksum; per l'aprile del 1895 gran parte del Tigrè era ormai in mani italiane. Mangascià cercò di ricostruire il suo esercito presso Debra Ailà, ma saputo che un grosso contingente italiano era diretto verso di lui, abbandonò la località lasciandovi solo un piccolo presidio, che venne facilmente disperso dagli italiani il 9 ottobre; un nuovo tentativo di catturare Mangascià venne tentato da Toselli, che il 13 ottobre occupò la montagna di Amba Alagi, non trovandovi però truppe nemiche. Mangascià riuscì a sottrarsi alla cattura riparando presso Menelik ad Addis Abeba. A questo punto l'avanzata italiana si arrestò, e mentre le truppe si trinceravano sulle nuove posizioni occupate Baratieri si recò in licenza in Italia, dove invano chiese al governo rinforzi per consolidare le conquiste ottenute.
L'invasione italiana del Tigrè, al di là delle conquiste territoriali, era andata a tutto vantaggio di Menelik: Mangascià, un tempo suo avversario, era ora divenuto un suo stretto alleato. Questo diede a Menelik il pretesto per rompere il trattato di Uccialli e muovere guerra ai dispersi presidi italiani, dando così avvio alla guerra d'Abissinia.

## Le forze italiane

### Sbarco a Massaua (1885)
Corpo di spedizione - Ten. Col. Tancredi Saletta
- 6ª Compagnia/1º Reggimento bersaglieri
- 10ª Compagnia/4º Reggimento bersaglieri
- 12ª Compagnia/7º Reggimento bersaglieri
- 12ª Compagnia/8º Reggimento bersaglieri
- 1ª compagnia/17º Reggimento artiglieria da fortezza
- un plotone genio zappatori
- un drappello sanità
- un drappello sussistenza
- un drappello CC.RR.

### Battaglia di Dogali (1887)
Colonna De Cristoforis (Ten. Col. Tommaso De Cristoforis):
- 9ª Compagnia/41º Reggimento fanteria "Modena"
- 11ª Compagnia/15º Reggimento fanteria "Savona"
- 20ª Compagnia/41º Reggimento fanteria "Modena
- un plotone/6º Reggimento fanteria "Aosta"
- un plotone/7º Reggimento fanteria "Cuneo"
- un plotone/48º Reggimento fanteria "Ferrara"
- un'orda di basci-buzuk
- una sezione/17º Reggimento artiglieria da fortezza

### Occupazione dell'Eritrea (1888)
Corpo Speciale d'Africa - Gen. Alessandro Asinari di San Marzano
- I Brigata - Gen. Carlo Genè
  - 1º Reggimento cacciatori d'Africa - Col. Coriolano Ponza di San Martino
    - I Battaglione - Mag. Carlo Rodano
    - II Battaglione - Ten. Col. Giovan Battista Luciano

  - 2º Reggimento cacciatori d'Africa - Col. Camillo De Charbonneau
    - I Battaglione - Mag. Camillo Fiore
    - II Battaglione -  Mag. Pio Carlo Di Majo
    - III Battaglione - Ten. Col. Gustavo Ferrua

  - un'orda di basci-buzuk
  - 3ª Batteria artiglieria da montagna
- II Brigata - Gen. Manfredo Cagni
  - 1º Reggimento fanteria d'Africa - Col. Carlo Torretta
  - 4º Reggimento fanteria d'Africa - Ten. Col. Fantoni
  - un'orda di basci-buzuk
  - 1ª Batteria artiglieria da montagna
- III Brigata - Gen. Antonio Baldissera
  - 1º Reggimento bersaglieri d'Africa - Col. Oreste Baratieri
  - I Battaglione alpini d'Africa - Mag. Domenico Pianavia Vivaldi
  - un'orda di basci-buzuk
  - 2ª Batteria artiglieria da montagna
- IV Brigata - Gen. Carlo Lanza di Busca
  - 2º Reggimento fanteria d'Africa - Col. Valles
  - 3º Reggimento fanteria d'Africa - Col. Stizia
  - gruppo orde di basci-buzuk - Mag. D'Aste
  - 1ª compagnia/17º Reggimento artiglieria da fortezza

Truppe a disposizione
- 1º Squadrone cavalleria d'Africa
- 2º Squadrone cacciatori a cavallo d'Africa
- un gruppo orde di basci-buzuk - Col. Begni
- Brigata di artiglieria
  - 1ª Batteria Artiglieria da Campagna
  - 2ª Batteria artiglieria da campagna
- 1ª Compagnia artiglieria coloniale
- 2ª Compagnia artiglieria coloniale
- 3ª Compagnia artiglieria coloniale
- 4ª Compagnia artiglieria coloniale
- Brigata Genio
  - 1ª Compagnia genio zappatori
  - 2ª Compagnia genio zappatori
  - 3ª Compagnia genio zappatori
- 1ª Compagnia genio coloniale
- 2ª Compagnia genio coloniale
- 3ª Compagnia genio coloniale
- 1ª Compagnia sanità d'Africa
- 2ª Compagnia sanità d'Africa
- 3ª Compagnia sanità d'Africa
- 1ª Compagnia sussistenza d'Africa
- 2ª Compagnia sussistenza d'Africa
- 3ª Compagnia sussistenza d'Africa
- Brigata treno d'artiglieria
  - 1ª Compagnia treno d'artiglieria
  - 2ª Compagnia treno d'artiglieria